# Konjuša (okręg szumadijski)
Konjuša (cyr. Коњуша) – wieś w Serbii, w okręgu szumadijskim, w gminie Knić. W 2011 roku liczyła 157 mieszkańców.